# Hradčanská metróállomás
Hradčanská egy metróállomás Prágában a prágai A metró vonalán.

## Szomszédos állomások
A metróállomáshoz az alábbi állomások vannak a legközelebb:
- Dejvická (Nemocnice Motol)
- Malostranská (Depo Hostivař)

## Átszállási kapcsolatok
| A (Nemocnice Motol ↔ Depo Hostivař) |                                                                               |                         |
| Állomás                             | Átszállási kapcsolatok                                                        | Fontosabb létesítmények |
| Hradčanská                          | 131, 915, Távolsági buszok 1, 2, 8, 18, 20, 25, 26, 91, 96, 97 R24 R45 S5 S54 | Praha-Dejvice           |